# Autoexperimentação
A autoexperimentação refere-se ao caso especial da pesquisa de sujeito único em que o pesquisador conduz o experimento em si mesmo. Em geral, isso significa que uma única pessoa é o designer, operador, sujeito, analista e usuário ou relator do experimento.
As atuais referências em autoexperimentação incluem Seth Roberts, Tim Ferriss e uma vasta comunidade ligada ao movimento do Self Quantificado ou autoquantificação.

## Biologia e medicina
A autoexperimentação científica humana se enquadra principalmente (embora não necessariamente) nos campos da medicina e da psicologia. A autoexperimentação tem uma história longa e bem documentada na medicina, que continua até os dias atuais.
Por exemplo, após tentativas fracassadas de infectar leitões em 1984, Barry Marshall bebeu uma placa de Petri do Helicobacter pylori de um paciente e logo desenvolveu gastrite, acloridria, desconforto estomacal, náusea, vômito e halitose . Os resultados foram publicados em 1985 no Medical Journal of Australia  e estão entre os artigos mais citados da revista. Ele recebeu o Prêmio Nobel de Fisiologia ou Medicina em 2005.
As avaliações foram apresentadas no contexto de ensaios clínicos e avaliações de programas.

## Psicologia
A abordagem autoexperimental é longa e frequentemente aplicada a problemas psicológicos práticos. Benjamin Franklin registrou seu autoexperimento de dedicar sucessivamente sua atenção, por uma semana, a uma das treze "Virtudes", "deixando as outras Virtudes ao acaso comum, apenas marcando, a cada noite, as falhas do dia".
Na psicologia, os autoexperimentos mais conhecidos são os estudos sobre memória de Hermann Ebbinghaus, que estabeleceram várias características básicas da memória humana através de experiências repetitivas envolvendo sílabas sem sentido.
Em Self-change: Strategies for solving personal problems [Auto-mudança: estratégias para resolver problemas pessoais], M.J. Mahoney sugeriu que a autoexperimentação fosse usada como um método de tratamento psicológico e recomendou que fosse ensinado métodos científicos básicos ao cliente, para que se tornasse um "cientista pessoal".

## Química
Muitos adoçantes populares e conhecidos foram descobertos por degustação deliberada ou às vezes acidental de produtos de reação. A sucralose foi descoberta por um cientista que ouviu por engano instruções de "provar" [taste] ao invés de "testar" [test] os compostos. Fahlberg notou um gosto doce nos dedos e associou o sabor ao seu trabalho nos laboratórios de química da Johns Hopkins; desse teste de sabor veio a Sacarina . O ciclamato foi descoberto quando um químico notou um gosto doce no cigarro que havia largado em seu banco. O aspartame também foi descoberto acidentalmente quando o químico Schlatter provou uma substância doce que grudara em sua mão. Acessulfame de potássio é outro adoçante descoberto quando um químico provou o que havia produzido.
Leo Sternbach, o inventor do Librium e Valium, testou em si substâncias químicas que ele próprio produziu, dizendo em uma entrevista: "Eu testei de tudo. Muitos medicamentos. Uma vez, nos anos sessenta, fui mandado para casa por dois dias. Era uma droga extremamente potente, não uma benzedrina. Dormi por muito tempo. Minha esposa ficou bastante preocupada. " 

## Física
Charles Dalziel estudou os efeitos da eletricidade em animais e seres humanos e escreveu The Effects of Electric Shock on Man [Os Efeitos do Choque Elétrico no Ser Humano], um livro no qual explica os efeitos de diferentes quantidades de eletricidade em sujeitos humanos. Ele realizou experimentos em sujeitos humanos, incluindo ele próprio. Inventou também o disjuntor diferencial ou ground-fault circuit interrupter (GFCI), com base em seu entendimento do choque elétrico em humanos.
Em 1998, um cientista britânico, Kevin Warwick, se tornou o primeiro ser humano a testar uma Identificação por radiofrequência ou Radio-frequency Identification (RFID) como um implante para controlar a tecnologia circundante. Em 2002, ele fez o implante de uma série de 100 eletrodos no nervo mediano do seu braço esquerdo, em uma cirurgia com duas horas de duração. Com esse implante, durante um período de três meses, conduziu várias experiências, incluindo a primeira comunicação eletrônica direta entre o sistema nervoso de dois seres humanos.

## Praticantes atuais de autoexperimentação
O século XXI tem presenciado um renascimento da autoexperimentação. Com o falecido Seth Roberts, tendo um blog popular com muitas descobertas interessantes dele e de outros. O autor de best-sellers Tim Ferriss afirma ser um autoexperimentador ao extremo. A comunidade de Self Quantificado tem muitos membros que fazem vários tipos de experimentos e encontros para relatar sobre eles, juntamente com conferências anuais discutindo descobertas, métodos e outros aspectos..